# Cecilia von Heijne
Katarina Cecilia von Heijne, född Persson den 30 januari 1969 i Burlövs församling i Skåne, är en svensk numismatiker. Sedan 2019 är hon museichef för Ekonomiska museet – Kungliga Myntkabinettet, inklusive Tumba bruksmuseum.
Cecilia von Heijne är filosofie doktor i arkeologi med inriktning mot numismatik. Hon disputerade vid Stockholms universitet 2004 med avhandlingen Särpräglat: vikingatida och tidigmedeltida myntfynd från Danmark, Skåne, Blekinge och Halland (ca 800-1130). Hon var förste sekreterare i Svenska fornminnesföreningen 2002–2006.
von Heijne var antikvarie vid Kungliga myntkabinettet från 2004 och förste antikvarie från 2012. År 2018 utsågs hon till tillförordnad museichef. I december 2019 blev permanent chef för museet, som under hennes ledning bytte namn till Ekonomiska museet – Kungliga myntkabinettet.
Cecilia von Heijne är gift med pianisten Claes von Heijne.